# Shadows in the Light
Shadows in the Light är det amerikanska death metal-bandet Immolations sjunde studioalbum, släppt maj 2007 av skivbolaget Listenable Records.

## Låtförteckning
1. "Hate's Plague" – 2:50
2. "Passion Kill" – 3:41
3. "World Agony" – 3:54
4. "Tarnished" – 3:35
5. "The Weight of Devotion" – 4:20
6. "Breathing the Dark" – 3:59
7. "Deliverer of Evil" – 3:44
8. "Shadows in the Light" – 3:45
9. "Lying with Demons" – 4:31
10. "Whispering Death" – 5:58

- Text och musik: Immolation

## Medverkande
Musiker (Immolation-medlemmar)
- Ross Dolan – sång, basgitarr
- Robert Vigna – gitarr
- Bill Taylor – gitarr
- Steve Shalaty – trummor

Produktion
- Paul Orofino – producent, ljudtekniker, ljudmix, mastering
- Nick Brough – ljudtekniker
- Sven (Sven de Caluwé) – omslagsdesign, omslagskonst